# Coelotanypus ringueleti
Coelotanypus ringueleti är en tvåvingeart som beskrevs av Analia C.Paggi 1986. Coelotanypus ringueleti ingår i släktet Coelotanypus och familjen fjädermyggor. Inga underarter finns listade i Catalogue of Life.